# Linda Bock
Linda Bock, född 27 maj 2000 i Borken i Tyskland, är en volleybollspelare som spelar med Dresdner SC och landslaget.
Bock spelade volleyboll som ung i RC Borken-Hoxfeld, från 2014/2015 i seniorlaget (som använder namnet Skurios Volleys Borken). Med Greta Klein-Hitpass blev hon tysk mästare i beachvolley i U17-klassen Magdeburg 2016. Säsongen 2018/2019 spelade hon i Volleyball-Bundesliga, både med klubben USC Münster och med förbundslaget VC Olympia Berlin. De följande säsongerna fortsatte hon spela med USC Münster. Till säsongen 2021/22 skrev Bock tvåårskontrakt med de regerande tyska mästarna Dresdner SC.
Bock spelade i det tyska juniorlandslaget, med vilket hon slutade sexa både vid U18-EM 2017 i Nederländerna och vid U18-VM samma år i Argentina. Samma placering blev det året efter vid U19-EM i Albanien. Bock debuterade i seniorlandslaget vid Volleyball Masters i Montreux 2019. Vid EM 2019 kom hon femma med landslaget, medan det vid EM 2021 blev en elfteplats.